# Wykeham Cornwallis (2e baron Cornwallis)
Wykeham Stanley Cornwallis, 2e baron Cornwallis (4 mars 1892 - 4 janvier 1982), est un pair britannique, officier de cavalerie et joueur de Cricket amateur. Il sert pendant la Première Guerre mondiale et joue ensuite un rôle important dans la vie publique du comté de Kent, occupant diverses fonctions publiques. Il joue au cricket de première classe pour le Kent County Cricket Club, en tant que capitaine de l'équipe entre 1926 et 1928 et succède à son père Fiennes Cornwallis (1er baron Cornwallis) en tant que baron Cornwallis en 1935.

## Jeunesse et éducation
Cornwallis est né à Linton Park à Linton dans le Kent, le deuxième fils de Fiennes Cornwallis et de sa femme Mabel Leigh. Il a deux frères et quatre sœurs. Il fait ses études à la Ludgrove School, où il est capitaine de l'équipe de cricket, et au Collège d'Eton avant de rejoindre le Royal Military College de Sandhurst,.
Son père est député de Maidstone et devient plus tard président du conseil du comté de Kent. Le titre héréditaire de Baron Cornwallis est créé pour lui en 1927,.

## Carrière militaire
Cornwallis entre à l'Académie royale militaire de Sandhurst en 1910 après avoir passé l'examen de qualification de l'armée au Collège d'Eton. Il est nommé sous- lieutenant dans les Royal Scots Greys en septembre 1911 et promu lieutenant en 1912. Il est décrit comme étant « un passionné des chevaux » et remporte un certain nombre de trophées régimentaires. Dans les années qui précèdent la Première Guerre mondiale, il est stationné à York.
Au début de la Première Guerre mondiale, son régiment est mobilisé et immédiatement envoyé en France, arrivant le 17 août 1914. Cornwallis sert d'abord avec l'escadron A, combattant d'abord l'ennemi le 22 août près de Mons. Il combat à la bataille de Mons et la retraite qui a suivi, au cours de laquelle son cheval White Knight est tué. À la mi-septembre 1914, Cornwallis est blessé alors qu'il avance lors de la première bataille de l'Aisne. Il est évacué en Angleterre, rejoignant son unité en décembre,.
En 1915, Cornwallis est formé à l'utilisation des mortiers de tranchée et nommé officier de bombardement. Il participe à la Bataille de Neuve-Chapelle en mars et à la deuxième bataille d'Ypres en avril. Au début de 1916, les Greys servent près de Vermelles lorsque Cornwallis reçoit la Croix militaire pour avoir mené des opérations de bombardement sous un feu nourri à la suite de l'explosion d'une mine sur la ligne de front. Il est promu capitaine par intérim à la fin de 1916 et participe ensuite à la bataille d'Arras en 1917 avant de prendre le commandement de l'escadron C après que son commandant ait été blessé.
À l'automne 1917, Cornwallis est rattaché au quartier général de la 5e brigade de cavalerie, sa promotion au grade de capitaine étant confirmée le jour de Noël 1917. En juillet 1918, il est promu officier d'état-major général de troisième grade et sert comme officier d'état-major jusqu'à la fin de la guerre. Après l'armistice, il est à l'état-major en Belgique et nommé aide de camp du maréchal Haig avant d'être mentionné dans les dépêches en juillet 1919.
Après la guerre, Cornwallis est instructeur à Sandhurst. Il prend sa retraite de l'armée en 1924, rejoignant la réserve de l'armée. Il succède à son père en tant que colonel honoraire de la Thames and Medway Heavy Brigade, Royal Artillery, occupant ce poste du 25 septembre 1937 jusqu'à sa dissolution en 1956, et est alors colonel honoraire du 5e bataillon, The Buffs, entre 1957 et 1967 et de son successeur, le 8th Battalion, The Queen's Regiment, de 1967 à 1968.

## Carrière de joueur de cricket
Cornwallis sert sous le maréchal Haig lorsqu'il joue dans un match de cricket de charité, avec un tour du chapeau. Il est ensuite invité par le CHB Marsham à jouer pour le Kent County Cricket Club contre Sussex lors du championnat du comté de 1919. Cornwallis, qui n'a pas joué au cricket depuis l'école, s'est d'abord moqué de l'invitation, mais Haig lui dit d'accepter. Il prend un guichet dans le match et continue à jouer plusieurs fois pour Kent en 1919.
Cornwallis joue au cricket de première classe assez régulièrement pour le Kent entre 1919 et 1923 et fait une apparition pour l'armée en 1920. Il est couronné par Kent en 1923 et capitaine du côté après sa retraite de l'armée entre 1924 et 1926, jouant beaucoup plus régulièrement au cours de cette période. Au total, il fait 105 apparitions de première classe pour le comté, prenant 117 guichets.
Cornwallis a 27 ans lorsqu'il fait ses débuts en première classe pour le Kent et, bien qu'il soit "un quilleur vraiment rapide", son corps est incapable de résister aux rigueurs d'un bowling cohérent. Au cours de ses trois années en tant que capitaine du Kent, il n'a pu lancer que 560 overs, bien que ses capacités de leadership aient été suffisamment fortes pour que le comté se classe parmi les cinq premiers au championnat du comté à chaque saison. Il est également considéré comme un « bon terrain » bien que « normalement pas considéré comme un batteur ». Son score le plus élevé de 91, son seul demi-siècle, est réalisé contre Essex à Canterbury en 1926. C'est sa dernière année en tant que capitaine et joueur de cricket de première classe. Il reste associé au Kent et est président à la fois du club de comté et du MCC en 1948.

## Vie publique
Cornwallis joue un rôle de premier plan dans la vie publique du Kent tout au long de sa vie. Il devient juge de paix en 1926 et succède à son père en tant que baron Cornwallis en 1935, son frère aîné étant décédé en 1921 pendant la guerre d'indépendance irlandaise,. Il est président du conseil du comté de Kent entre 1935 et 1936 et conseiller municipal du comté de Kent en 1936. En 1944, il est Lord-lieutenant du Kent, un poste qu'il occupe jusqu'en 1972, et est le premier Pro Chancelier de l'Université du Kent.
La famille Cornwallis est étroitement associée à la franc-maçonnerie du Kent. Cornwallis succède à son père en tant que Grand Maître provincial du Kent en 1935 jusqu'à ce que le comté soit divisé en East et West Kent en 1973. Il exerce ensuite les fonctions de Grand Maître Provincial d'East Kent jusqu'à sa mort en 1982. Le principal organisme de bienfaisance de l'organisation porte le nom de la famille Cornwallis et est créé après la mort du premier baron en 1935. Le fils de Cornwallis, Fiennes Cornwallis (3e baron Cornwallis), est Grand Maître de la Grande Loge unie d'Angleterre entre 1982 et 1992,.
Cornwallis est nommé chevalier commandeur de l'Ordre de l'Empire britannique (KBE) en 1945 et chevalier commandeur de l'Ordre royal de Victoria (KCVO) en 1968. Il reçoit un doctorat honorifique en droit civil de l'Université de Kent et devient chevalier de l'Ordre très vénérable de l'Hôpital de Saint-Jean de Jérusalem. Il est Chevalier Commandeur de l'Ordre de Dannebrog du Danemark.

## Famille
Cornwallis est le deuxième fils de Fiennes Cornwallis et de sa femme Mabel Leigh. Son frère aîné, le capitaine Fiennes Wykeham Mann Cornwallis, est tué par l'armée républicaine irlandaise en 1921 lors de l'embuscade de Ballyturin House près de Gort dans le comté de Galway pendant la guerre d'indépendance irlandaise.
Son frère cadet, Oswald Cornwallis, sert dans la Royal Navy pendant les Première et Seconde Guerres mondiales et joue au cricket de première classe à quelques reprises pour la Royal Navy. Il joue également un match pour le Hampshire en 1921 contre le Kent avec les deux frères dans des camps opposés. La nouvelle de la mort de leur frère aîné arrive pendant le match et les deux frères sont autorisés à manquer la majorité du match,,.
En 1917, Cornwallis retourne en Angleterre du front occidental pour épouser sa première femme Cecily Etha Mary Walker, fille du capitaine James Heron Walker, 3e baronnet Walker de Sand Hutton à l'église St Margaret's, Westminster,. Le couple a deux enfants, Rosamond Cornwallis (15 mai 1918 - 3 septembre 1960) et Fiennes Neil Wykeham Cornwallis (1921-2010). Leur fils devient le troisième baron Cornwallis en 1982.
Cecily meurt en 1943 et Cornwallis se remarie à Esme Walker en 1948. Sa seconde épouse est la fille de Montmorency d'Beaumont et veuve de Robert James Milo Walker, 4e baronnet Walker de Sand Hutton. Ils n'ont pas d'enfants. Esmée est décédée en 1969,.
Cornwallis vend Linton Park en 1938. Il est décédé à son domicile d'Ashurst Park près de Tunbridge Wells, où il vivait depuis 1970, en 1982 à l'âge de 89 ans,.